# Преобразователь частоты (радиотехника)
Преобразователь частоты — электрическая цепь, осуществляющая преобразование частоты и включающая гетеродин, смеситель и полосовой фильтр (в отдельных случаях полосовой фильтр может отсутствовать).
Преобразователем частоты, в состав которого входят три функциональные группы (смеситель, гетеродин, фильтр), иногда ошибочно называют смеситель.

## Применение
Преобразователь частоты применяется в радиоприемниках, построенных по супергетеродинной схеме, в устройствах генерирования и формирования сигнала (в радиопередатчиках, синтезаторах частот), различных радиоизмерительных приборах (селективных вольтметрах, анализаторах спектра, модулометрах и девиометрах, установках для измерения ослаблений).
Например, в супергетеродинном радиоприемнике с фиксированным значением промежуточной частоты перенос полосы радиочастот сигнала вниз (реже — верх) позволяет применять неперестраиваемый сложный фильтр основной селекции с высокой прямоугольностью частотной характеристики для подавления помех по соседнему каналу (то есть качественно улучшить частотную избирательность по сравнению с радиоприемником прямого усиления), а также использовать усилитель промежуточной частоты, более эффективный по сравнению с диапазонным усилителем радиочастоты. Перестройка частот такого радиоприемника осуществляется изменением частоты входящего в состав преобразователя частоты гетеродина.

## Устройство и принцип действия
Функционально преобразователь частоты включает в себя три составные части — гетеродин, смеситель и выходной полосовой фильтр. Гетеродин представляет собой генератор сигнала синусоидальной формы, (настраиваемый либо с фиксированной частотой). Смеситель — основная часть преобразователя, нелинейное электронное устройство, в котором происходит образование нужного спектра. Принцип действия смесителя состоит в том, что в результате нелинейных процессов образуются комбинационные гармоники, частоты которых равны разностям или суммам частот гармоник входных сигналов, либо частот, кратных частотам исходных гармоник. Амплитуды полученных комбинационных гармоник пропорциональны амплитудам исходных; таким образом, каждый из наборов комбинационных гармоник (разностных, суммарных, разностных и суммарных кратным) эквивалентен спектру входного сигнала, сдвинутому по частоте. Полосовой фильтр предназначен для селекции нужного набора гармоник, обычно выполнен по стандартной схеме полосового фильтра на LC-элементах.
Конструктивно преобразователь частоты может быть выполнен в виде единого устройства, в том числе на интегральной микросхеме с дополнительными элементами, в виде двух блоков (блок гетеродина и блок смесителя с фильтром) либо, в некоторых случаях, в разнесённом виде. Например, в установках для измерения ослаблений смеситель и фильтр представляют собой обособленные устройства, а в качестве гетеродина используется сторонний измерительный генератор, не входящий в комплект установки.

## Характеристики преобразователей частоты
- По частотным свойствам возможны два варианта преобразователей
  - С перестраиваемым гетеродином и фиксированным значением несущей выходного сигнала — наиболее распространённый вариант, используемый в радиоприёмных и измерительных устройствах. Частотными параметрами в этом случае являются: диапазон перестройки гетеродина (и следовательно диапазон входных сигналов) и значение несущей выходного сигнала (ПЧ)
  - С фиксированным гетеродином — используется в специальных случаях, в качестве частотных параметров при этом будут: допустимые значения частоты входного сигнала и значение величины переноса спектра
- Внутренние параметры преобразователя зависят от типа нелинейного элемента в смесителе
  - Крутизна преобразования — отношение амплитуды выходного тока (при закороченном выходе) к амплитуде напряжения входного сигнала
  - Внутренний коэффициент усиления — отношение амплитуды напряжения ПЧ к амплитуде напряжения входного сигнала
  - Коэффициент шума преобразователя